# Dyrham Park
Dyrham Park es una finca y casa solariega de estilo barroco situada en un antigua reserva de caza de venados situada cerca de Dyrham en el sur de Gloucestershire, Inglaterra. La casa, la orangerie, el bloque de establos y la iglesia parroquial adyacentes están clasificadas con el Grado I del listado de Monumentos Clasificados del Reino Unido, mientras que el parque tiene el Grado II*. 
La edificación actual se la debemos al diplomático y político inglés William Blathwayt quien llevó a cabo un extensa reforma y ampliación a lo largo de varios periodos de trabajos entre los años 1692 y 1704 en el mismo lugar en el que se encontraba la casa solariega original que él heredó. La fachada oriental es obra de William Talman. La casa alberga numerosas obras artísticas y mobiliario procedentes de diversos lugares  del mundo, particularmente Holanda, incluyendo una colección de pintura de la escuela holandesa de del Siglo de Oro neerlandés. La casa está situada junto a la iglesia de San Pedro del siglo XIII, donde varios miembros de la familia Blathwayt están enterrados. Las edificaciones están en una finca de 111 hectáreas de jardines y bosques que dan cobijo a una manada de unas 200 cabezas de gamos. Los jardines fueron originalmente trazados por el paisajista George London y más tarde mejorados por Charles Harcourt Masters, e incluían fuentes, estanques y grupos de esculturas. La mayor parte de estos jardines se ha perdido.
Actualmente, la casa y la finca son propiedad del National Trust británico y fueron objeto de una extensa rehabilitación en 2014 y 2015. Están abiertas al público y sirven de espacio para eventos y actividades diversas. También se han utilizado como localizaciones para producciones de cine y televisión.

## Historia

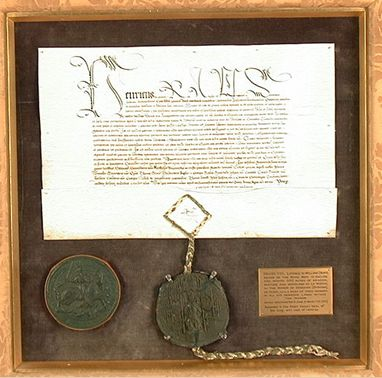
Licencia real para cercar Dyrham concedida por Enrique VIII a William Denys, Escudero del Rey, fechada el 5 de junio de 1511. Está sellado por un ejemplar perfecto e infrecuente del Gran Sello de Enrique VIII. Colección de Dyrham Park, National Trusts.

El Señorío de Dyrham ya se recoge en el Libro de Domesday de 1086, cuándo había 34 casas y pertenecía a un tal William hijo de Guy. El primer señor de este dominio que residió en él parece haber sido Sir William Denys (1470-1533), perteneciente al cuerpo de Escuderos del Rey de Enrique VIII y que llegó a ser sheriff principal del condado de Gluocestershire entre 1518 y 1526. En 1511, el rey le concedió la licencia para crear una reserva de caza de venados de 200 hectáreas en dichos dominios. Esto significaba que se permitía al señor cercar la tierra concedida con uno muro de piedra o un seto para  mantener un rebaño cautivo de venados dentro del parque y del que tenía derechos exclusivos de caza; el nombre "Dyrham" deriva de la palabra anglosajona dirham, o recinto para ciervos
La propiedad fue vendida a la familia Wynter en 1571. El capitán John Wynter, que navegó con Francis Drake, fue acusado de piratería, acusaciones que casi llevaron a su familia a la ruina. Aunque los Wynter consiguieron mantener sus propiedades durante la Guerra Civil a pesar de su lealtad a los realistas, los problemas económicos continuaron aumentando y la casa de estilo Tudor de Dyrham Park fue deteriorándose gravemente.
El 23 de diciembre de 1686, el político y diplomático William Blathwayt, miembro del partido Whig y que entonces era secretario de guerra del gobierno del rey Jacobo II de Inglaterra, casó con Mary Wynter, la única hija de John Wynter, propietario entonces de Dyrham Park. En 1691 murió su esposa por complicaciones del parto y Blathwayt pasó a ser el único responsable de Dyrham Park. Fue entonces cuando, partiendo del edificio existente de la época Tudor, acometió en varias etapas la ampliación y una extensa reforma tanto la casa como de los terrenos ajardinados circundantes. Su posición en el gobierno, la equivalente a un ministro de la guerra, su actividad exterior como administrador de diversos territorios de ultramar, sus conexiones con la corona y la relación con su influyente tío Thomas Povey, le proporcionaban a Blathwayt los medios económicos y las relaciones personales adecuadas para acometer la empresa.
Inicialmente se comenzó con la ampliación y reforma de la fachada oeste en 1692 que estuvo a cargo del del arquitecto hugonote Samuel Hauduroy y que incluye una escalinata de estilo italiano para acceder a la casa desde el jardín, que aún se conserva. En 1698 se añadió un bloque de establos alrededor de un patio con espacio para 26 caballos y un piso superior con estancias para la servidumbre. La fachada oriental no se construyó hasta 1704 y fue diseñada por William Talman, el arquitecto de Chatsworth. La construcción del ala este supuso la demolición de lo que quedaba de la casa Tudor y fue rematada en lo alto con una gran águila de piedra.
Blathwayt convirtió Dyrham en un escaparate de las artes decorativas y de la pintura. La colección incluye objetos de cerámica de Delft, pinturas europeas y mobiliario diverso. Adquisiciones del siglo XVIII incluyen incluyen mobiliario de Gillow y Linnell. Los interiores permanecieron casi inalterados desde la reforma de Blathwayt. Los jardines exteriores fueron un ambicioso diseño de George London que se llevó a cabo durante varios años entre finales del siglo XVII y principios del XVIII.

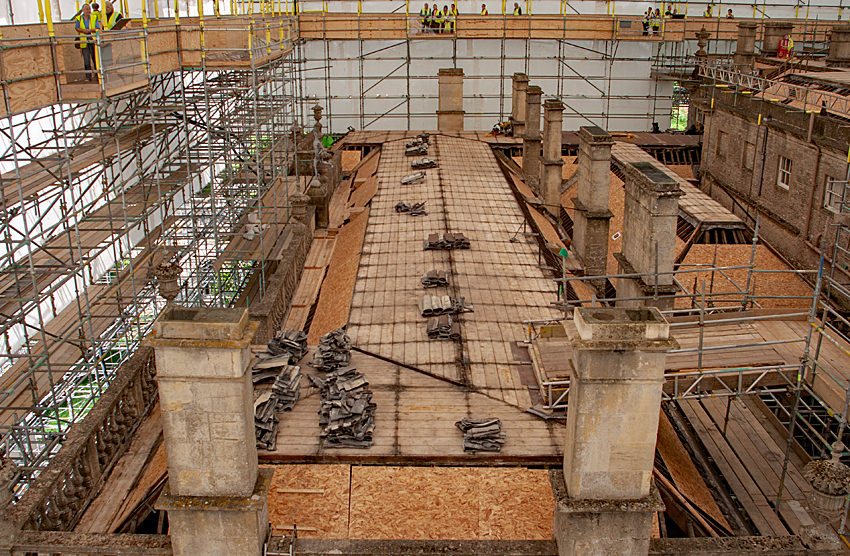
Reparaciones de la techumbre.

La familia Blathwayt fue la propietaria de Dyrham Park hasta que pasó a ser del gobierno británico en 1956. Antes, durante la Segunda Guerra Mundial, cuando la finca fue alquilada por Lady Anne Islington, esposa de John Dickson-Poynder, primer Barón de Islington, y que redecoró muchas de las habitaciones, destinó sus estancias para alojar niños evacuados por el conflicto bélico. Finalmente en 1961, el National Trust pasó a ser el propietario de Dyrham. En 2015 llevó a cabo un importante trabajo de renovación con un coste de 3.8 millones de libras esterlinas, incluyendo una reparación completa de su techumbre. Una parte del coste se cubrió con una subvención proveniente del Heritage Lottery Fund que ascendía a 85,000 libras esterlinas. Mientras las reparaciones se llevaban a cabo, los visitantes podían visitar la casa desde unas pasarelas en el tejado.

## Descripción

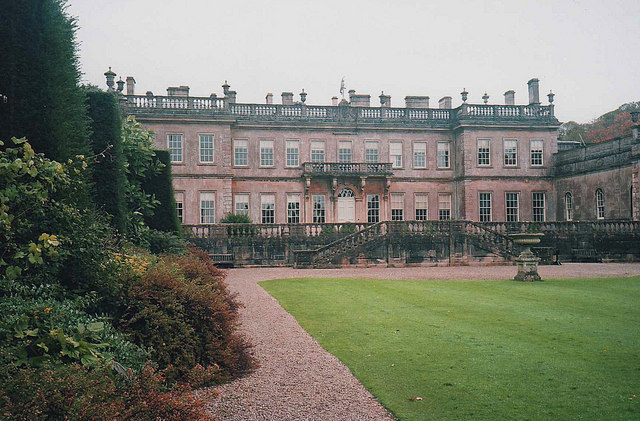
La fachada oeste

El edificio, construido en piedra caliza, tiene tejados de pizarra y plomo sobre los áticos. La fachada oeste a dos niveles, construida en la década de 1690, se compone de tres tramos de ventanas a cada lado del portal central de acceso, el cual tiene columnas dóricas, con pabellones más pequeños al final de las alas laterales. Una de las alas forma un pasillo cubierto para acceder a la iglesia. La fachada este, añadida alrededor de 1704, tiene alas salientes poco profundas y una puerta central bajo una balaustrada con un doble escalera italiana que conduce a los jardines. Un pedestal central tiene grabada la inscripción latina "virtute et veritate". Sobre él se apoya la estatua de un águila, obra de John Harvey de Bath, representando el blasón de la familia Blathwayt.

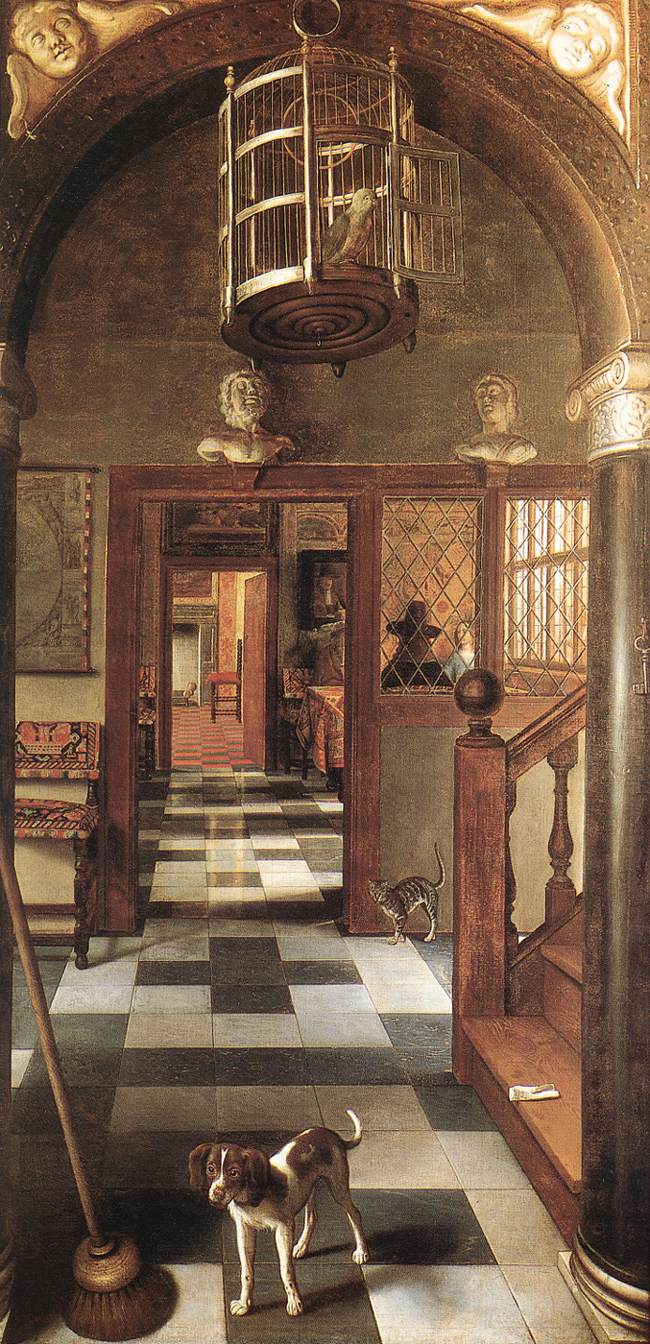
"Vista de un corredor" pintado en 1662 por Samuel Dirksz van Hoogstraten

El interior está suntuosamente decorado con paneles de madera y azulejos de Delft. La colección de obras de arte y artefactos incluye muebles, porcelana y cuadros con influencia holandesa. Entre las piezas de porcelana hay un par de floreros de tulipanes que datan de la década de 1680. La cama del dormitorio principal, con tapices de terciopelo carmesí y amarillo, se realizó en estilo angloholandés alrededor de 1704.  En las paredes del vestíbulo de entrada cuelgan pinturas de aves de Melchior d'Hondecoeter y en el resto de la casa hay paisajes y bodegones de Abraham Storck, Samuel Dirksz van Hoogstraten, David Teniers el Joven, Melchior d'Hondecoeter y otros maestros holandeses . La obra "Vista de un corredor" de Hoogstratens se colgó en una puerta de acceso a un pasillo tal y como el artista originalmente pretendía. Los numerosos viajes que hacía Blathwayt también están representados por pinturas de artistas españoles como Bartolomé Esteban Murillo y una escalera hecha con madera de nogal americano procedente de sus propiedades en las colonias norteamericanas de la Colonia de Virginia, colonia de la que era, además, auditor. Otra parte de las obras de arte fueron traídas a Dyrham por uno de sus descendientes, George William Blathwayt, que heredó la casa en 1844. También hay artefactos de los viajes de Blathwayt a otras partes del mundo, particularmente a Jamaica.

### Orangerie y bloque de establos
En el lado sureste de la casa hay un orangerie que fue construida como invernadero en 1701 y tiene un techo acristalado que Humphrey Repton agregó alrededor de 1800. El invernadero oculta la vista de las habitaciones de los sirvientes desde la casa principal. Lo zona de servicios se revisó y modernizó en la década de 1840. Contiene la cocina, la lechería, la panadería y varias despensa para carne tanto cruda como curada. También hay un comedor para la servidumbre y otra sala donde comían los arrendatarios y aparceros los días en que venían a pagar las rentas. Además de los diseños de la fachada oriental de la casa, William Talman creó el gran bloque de establos de 15 tramos. Ahora una parte de ellos se usa como salón de té y cafetería pública para los visitantes.

### Iglesia
La primera iglesia parroquial anglicana de San Pedro se construyó a finales del siglo XIII, alrededor de 1280, edificio al cual se le añadió una torre de tres alturas en 1420. Cuando la casa principal se reformó a finales del siglo XVII, la iglesia también fue en su totalidad restaurada. El edificio consta de dos naves laterales, un presbiterio y un porche suroeste, con la torre situada en el lado oeste. La nave lateral del lado sur tiene su suelo cubierto de baldosas encáusticas que datan del siglo XIII. La pila bautismal es normanda, mientras que el púlpito es jacobino. El altar está adornado por un tríptico flamenco del siglo XVI.
La iglesia no es propiedad del National Trust, pero está estrechamente asociada al resto de la finca y en ella se encuentra las tumbas y monumentos fúnebres de varios de los propietarios de Dyrham Park, entre ellos George Wynter. La parroquia es parte del beneficiado de Wick con Doynton y Dyrham, dentro de la diócesis de Bristol.

## Jardines

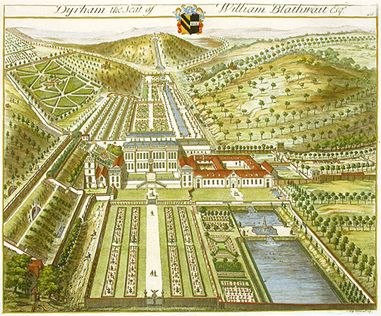
Dyrham la sede de William Blathwait Esq. Grabado por Johannes Kip publicado en 1712 en "El estado antiguo y actual de Gloucestershire", por Sir Robert Atkyns (m. 1711)

La casa está ubicada en un área de 111 hectáreas de jardines y zonas verdes que actualmente alberga una manada de 200 gamos. Muchos de los muros y portalones de acceso al recinto se agregaron a fines del siglo XVIII. Los jardines fueron diseñados por George London a fines del siglo XVII y principios del XVIII. Incluían un jardín acuático holandés, pero la mayoría de sus elementos fueron reemplazados a fines del siglo XVIII por diseños de Charles Harcourt Masters. Había estatuas en diversos lugares de los jardines, incluida una estatua de Neptuno a unos 320 metros al este de la casa. Además había una trama de lagos artificiales, canales, fuentes y cascadas de agua. La mayor parte de estos jardines se ha perdido. El parque figura registrado como Grado II * en el National Register of Historic Parks and Gardens.

## Acceso público
Tanto las zonas verdes como la casa y los jardines están abiertos al público. Se accede a su entrada principal en el lado oeste de la finca desde la carretera A46 que une Bath con Stroud y Cheltelham, donde se encuentra el aparcamiento. Un autobús lleva a los visitantes desde el aparcamiento hasta la casa, los jardines, el salón de té y la tienda, pero el recorrido también puede hacerse facílmente a pie. Hay otras caminos a través de los terrenos arbolados y sus praderas que conducen finalmente a la casa. No se permiten perros en el parque, pero hay un área de ejercicio para ellos cerca del estacionamiento. Los eventos dentro del parque incluyen conciertos de música, producciones teatrales al aire libre, visitas guiadas a la casa, el parque y el jardín, y otras atracciones.

## Cine y televisión
Dyrham Park fue una de las casas utilizadas como lugar de rodaje de la película de 1993 de James Ivory Lo que queda del día. Las exteriores se utilizaron para escenas al aire libre y de jardín en la miniserie de la BBC de 1999 Esposas e hijas . En 2003, fue el lugar de rodaje de la serie de BBC One Sirvientes. Una vista aérea de Dyrham Park apareció en los títulos de apertura de la película de 2008 Australia.
En septiembre de 2010, la BBC filmó escenas en Dyrham Park para el episodio Terrores nocturnos de la sexta temporada moderna de la serie Doctor Who.
 

Dyrham Park también fue utilizado para escenas en The Crimson Field por la BBC en 2014, la serie Poldark, también de la BBC, desde 2015 a 2018, y para Sandition de la ITV en 2019.